# Elektromos hárfa
Az elektromos hárfa hangszedőkkel felszerelt hárfa. Az elektromos hárfa teste lehet tömör, ennek erősítés nélkül alig van hangja, de létezik elektro-akusztikus változat is, aminél egy hagyományos hárfa húrjaihoz csatlakoznak a hangszedők.
Az első ilyen hangszert Deborah Henson-Conant jazz-pop hárfás kérésére készítette a Camac cég 1984-ben. Ez a modell kinézetre a kelta hárfákra hasonlított, de mindegyik húron volt egy elektromos hangszedő. Henson-Conant kérésére készült olyan kisebb méretű változat is, ami vállra szíjazható, így lehet mozogni is vele. A gyár 2015-ben kb. tízféle 30–37 húros elektromos és 44–47 húros elektro-akusztikus hárfát kínált. A másik meghatározó hárfagyár, a Lyon and Healy ugyanebben az évben egyféle elektromos hárfát (Silhouette Electric, 33 húr) és elektro-akusztikus hangszert (Style 2000 Concert Grand, 47 húr) kínált.
A Dal (2015) televíziós műsorban feltűnt, elektronikus popzenét játszó Passed együttes hárfása, Nizalowski Fanni egy ritka, Camac Electro Llanera 37 hangszeren játszik, melyet a hangszergyár dél-amerikai népi hangszerek mintájára alakított ki 2014-ben. A hangszer 37 húros és állva kell játszani rajta.

## Gyárak
- Camac
- Lyon and Healy
- Mountain Glen Harps
- David Kortier
- ElectricHarp

## Előadók
- Deborah Henson-Conant
- Andreas Vollenweider
- Zeena Parkins
- Electric Angel
- Park Stickney
- Hilary Stagg